# Dicaelotus kriechenbaumeri
Dicaelotus kriechenbaumeri là một loài tò vò trong họ Ichneumonidae.